# Admir Teli
Admir Teli (2 de Junho de 1981, Shkodër - Albânia) é um futeboliista albanês que joga como Lateral-esquerdo atualmente pelo FK Qarabağ e a Seleção Albanesa de Futebol .